# Dosatuj
Dosatuj (ros. Досатуй) – osiedle w Rosji, w Kraju Zabajkalskim, w rejonie priarguńskim. W 2010 liczyło 1530 mieszkańców.